# Bikini Beach

Bikini Beach est un film destiné aux adolescents, réalisé en 1964 par William Asher, avec Frankie Avalon et Annette Funicello. C'est le 3e film d'une série de sept produits par American International Pictures (AIP), initiée en 1963 avec Beach Party..

## Synopsis
Un millionnaire, Harvey Huntington Honeywagon III, essaie de prouver à Vivian Clements une théorie selon laquelle un bébé chimpanzé est plus intelligent que les adolescents qui traînent sur la plage locale, à l'endroit où il veut construire une maison de retraite. Aidé de Eric Von Zipper, il cherche à les déloger de la plage en envoyant ce singe qui humilie les jeunes en les surpassant dans tout ce qu'ils font sur le site : surf, danse, conduite de voiture.    
Entretemps, Dee Dee, une des adolescentes, est partagée sentimentalement entre son ami Frankie et le fat Peter Royce Bentley, dit « Potato Bug », rockeur britannique et pilote de dragster (les deux rôles sont joués par le même acteur). Furieux, Frankie défie le rockeur à une course de dragsters.    

## Fiche technique
- Réalisation : William Asher
- Scénario : William Asher, Leo Townsend, Robert Dillon
- Producteur : Samuel Z. Arkoff, James H. Nicholson
- Distribution : États-Unis : AIP (1964) cinéma, ABC (1968) télévision
- Musique : Les Baxter
- Montage : Fred R. Feitshans Jr. (comme Fred Feitshans) et Eve Newman
- Durée : 100 minutes
- Pays : États-Unis
- Langue : anglais
- Genre :  comédie, film musical
- Sortie : États-Unis : 22 juillet 1964

## Distribution
- Annette Funicello : Dee Dee
- Frankie Avalon : Frankie / Potato Bug (née Peter Royce Bentley)
- Keenan Wynn : Harvey Huntington Honeywagon III
- Martha Hyer : Vivian Clements
- Harvey Lembeck : Eric Von Zipper
- Don Rickles : Big Drag
- John Ashley : Johnny
- Jody McCrea : Deadhead
- Candy Johnson : Candy
- Danielle Aubry : Yvonne, la dame de Bug
- Elizabeth Montgomery : la voix d'Yvonne, la dame de Bug
- Meredith MacRae : Animal
- Delores Wells : Sniffles
- Donna Loren : Donna
- Janos Prohaska : Clyde
- Timothy Carey : South Dakota Slim
- Stevie Wonder (sous le nom de scène 'Little Stevie Wonder') : lui-même
- Alberta Nelson : Puss / Alberta
- Boris Karloff : Art Dealer

## Musiques du film
- Bikini Beach

par Guy Hemric et Jerry Styner, jouée par l'équipe d'acteurs (non cité)
- Love's a Secret Weapon

par Guy Hemric et Jerry Styner, jouée par Donna Loren (non citée)
- Gimme Your Love, Yeah Yeah Yeah

par Guy Hemric et Jerry Styner, jouée par Frankie Avalon (non cité)
- How About That

par Guy Hemric et Jerry Styner, jouée par The Pyramids et Frankie Avalon (non cités)
- Because You're You

par Guy Hemric et Jerry Styner, jouée par Frankie Avalon et Annette Funicello (non cités)
- This Time It's Love

par Guy Hemric et Jerry Styner, jouée par Annette Funicello (non citée)
- Happy Feelin' Dance and Shout

par Guy Hemric et Jerry Styner, jouée par Stevie Wonder (non cité)
- Bikini Drag

par Gary Usher et Roger Christian
- Record Run

par Gary Usher et Roger Christian, jouée par The Pyramids (non cité)
- Gotcha Where I Wantcha

par Jack Merrill et Red Gilson, jouée par The Exciters Bet (non cité)